# Cime de Baudon
La cime de Baudon est un sommet faisant partie des Préalpes de Nice. Il culmine à 1 266 mètres d'altitude sur la commune de Peille.
Le sommet est pourvu d'une table d'orientation.

## Activités
La cime de Baudon offre un panorama à 360 degrés d'est en ouest sur le pays du littoral de Vintimille jusqu'au cap d'Antibes et au-delà, ainsi que du littoral méditerranéen jusqu'aux sommets du Mercantour du sud au nord. Quand les conditions météorologiques sont favorables, on peut apercevoir les sommets de la Corse.
De nombreux sentiers de randonnée convergent vers le sommet :
- au départ de Peille par le col Saint-Bernard ;
- au départ de Sainte-Agnès par le pas de la Piastre ;
- au départ de Gorbio par le vallon du Rank et le col de la Madone de Gorbio.

Tous ces itinéraires sont des PR (promenades et randonnées) balisés en jaune, entretenus régulièrement.